# Den store bølge ud for Kanagawa
Den store bølge ud for Kanagawa er et træsnit af den japanske kunstner Hokusai. Den japanske titel, 神奈川沖浪裏 Kanagawa-oki nami-ura, betyder direkte oversat "Under en bølge ud for Kanagawa". Billedet er også kendt som Den store Bølge eller blot som Bølgen.
Billedet er et eksempel på ukiyo-e-kunst, der er skildringer af hverdagslivet. Det blev offentliggjort mellem 1830 og 1833 (Edo-perioden) som det første i Hokusais træsnitserie Seksogtredve udsigter til Fuji. Det er Hokusais mest berømte værk og er et af de mest kendte japanske kunstværker i verden.
Billedet skildrer en kæmpemæssig bølge, der truer bådene nær det japanske præfektur Kanagawa. Bølgen bliver ofte opfattet som en tsunami, men, som billedets titel antyder, er den mere sandsynligt en stor okinami, en bølge på det åbne hav. Ligesom de øvrige træsnit i serien gengiver Den store bølge ud for Kanagawa et område omkring bjerget Fuji, der kan ses i billedets baggrund.
Der er eksemplarer af træsnittet i mange vestlige samlinger, bl.a. på Metropolitan Museum of Art i New York, British Museum i London, Art Institute of Chicago og i Claude Monets hus in Giverny, Frankrig.
| Kunst | Spire Denne artikel om kunst er en spire som bør udbygges. Du er velkommen til at hjælpe Wikipedia ved at udvide den. |